# Bernhard Germeshausen
Bernhard Germeshausen, född 21 augusti 1951 i Heilbad Heiligenstadt i Thüringen (i dåvarande Östtyskland), död 15 april 2022, var en tysk bobåkare som tävlade för Östtyskland.
Germeshausen blev olympisk guldmedaljör i fyrmansbob och tvåmansbob vid vinterspelen 1976 i Innsbruck.